# Fausta von Kyzikos

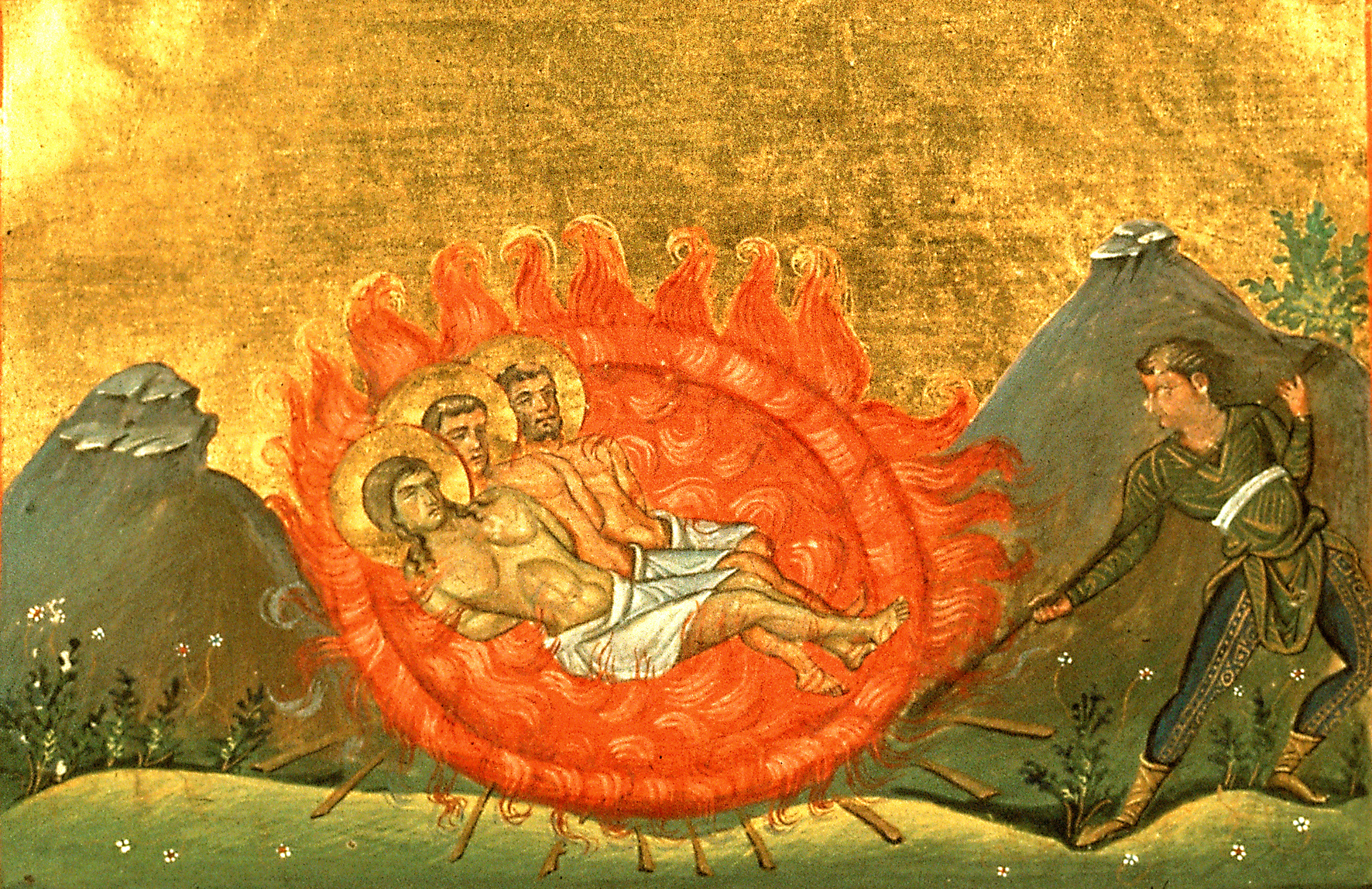
Martyrium von Fausta, Maximinus und Evilasius

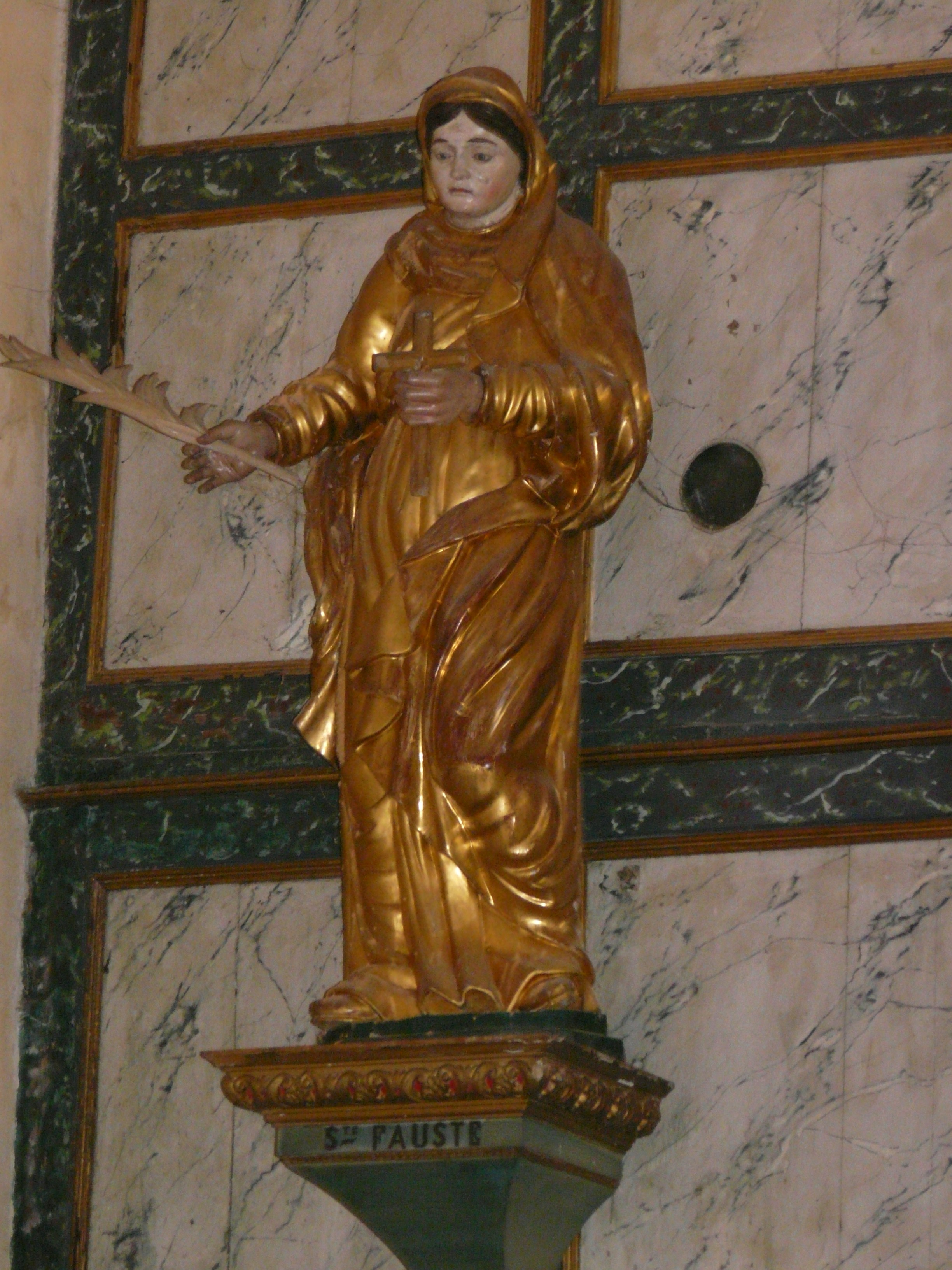
Statue der hl. Fausta in der Dorfkirche von Brivezac

Fausta von Kyzikos (ca. 298–311) war eine spätantike jungfräuliche Märtyrin und Heilige der römisch-katholischen und orthodoxen Kirche. Ihre Festtage sind der 6. Februar (orthodox) bzw. der 20. September (katholisch).

## Vita
Laut ihrer Heiligenlegende lebte Fausta in der Stadt Kyzikos im Nordwesten Kleinasiens. In noch jungen Jahren weigerte sie sich, den heidnischen Göttern zu opfern, woraufhin man ihr den Kopf durchbohrte, Holznägel in ihren Leib schlug und versuchte, sie durchzusägen. Bei Faustas Martyrium bekehrten sich ein gewisser Maximinus und der Götzenpriester Evilasius, der nach anderer Tradition ihr Vater gewesen sein soll; er ließ Fausta kahl scheren, verhöhnte sie und ließ sie aufhängen und foltern. Den Versuch, sie in der Mitte entzwei zu schneiden, überstand sie schadlos. Schließlich warf man sie und die beiden Bekehrten in einen Kessel mit siedendem Pech.

## Verehrung
Gemäß der französischen Überlieferungstradition wurden ihre Reliquien im 7. Jahrhundert angeblich von Kleinasien in die Gascogne transferiert. Aus Furcht vor den Übergriffen der Normannen brachte man sie im Jahr 864 in den kleinen Ort Brivezac (heute ein Ortsteil von Beaulieu-sur-Dordogne). Im 13. Jahrhundert gelangte ein Teil in den zentralfranzösischen Ort Sainte-Fauste.
Gemäß der italienischen Fassung der Legende erlitt sie ihr Martyrium in Rom; ein Teil ihrer Reliquien gelangte im 19. Jahrhundert nach Palma Campania östlich von Neapel.

## Darstellung
Es gibt insgesamt nur sehr wenige Statuen oder Bildnisse von Fausta.

## Verwechslung
Vor allem in Frankreich ist eine Verwechslung mit der Hl. Fausta von Fezensac (heute Vic-Fezensac) möglich.